# Saddam Kamel
Saddam Kamel Hassan al-Majid (Irak, 1956 – ibídem, 1996) fue el segundo primo y yerno del depuesto presidente iraquí Saddam Hussein.

## Biografía
Se casó con Rana Hussein y fue hermano de Hussein Kamel al-Majid (también casado con la hija de Saddam Hussein, Raghad Hussein). Durante un tiempo fue jefe de la Guardia Republicana Iraquí, dirigiéndola durante la Guerra Irán-Irak (1980-1988) en la que Irak invadió a Irán, fue quitado de su posición en 1986 en favor del hijo menor de Saddam Hussein, Qusay Hussein. 
Debido a su parecido con el líder iraquí interpretó el papel de Hussein en la película Los días largos, un filme de propaganda sobre la vida del dictador. En 1995 desertó de Irak con su hermano y ambos dieron información al Consejo de Seguridad de las Naciones Unidas, la CIA y el MI6 sobre las armas de destrucción masiva de Irak.
En 1996 regresaron al país siendo indultados por sus acciones; sin embargo los hermanos fueron ejecutados en un prolongado tiroteo tras su regreso.